# 260'erne
Århundreder: 2. århundrede – 3. århundrede – 4. århundrede
Årtier: 210'erne 220'erne 230'erne 240'erne 250'erne – 260'erne – 270'erne 280'erne 290'erne 300'erne 310'erne
År: 260 261 262 263 264 265 266 267 268 269